# Академічне веслування на літніх Олімпійських іграх 2020 — кваліфікація
У змаганнях з академічного веслування на літніх Олімпійських іграх 2020 за результатами кваліфікації візьмуть участь 526 спортсменів (263 чоловіки та 263 жінки), які змагатимуться за 14 комплектів нагород. Кожна країна може бути представлена максимум 48 спортсменами (24 чоловіків і 24 жінок), але не більш як одним екіпажем в кожній з дисциплін. У порівнянні з минулими Іграми в програмі змагань відбулися зміни. У червні 2017 року МОК, в рамках політики гендерної рівності, затвердив рішення про заміну змагань в чоловічих четвірках у легкій вазі на жіночі парні четвірки. Вперше в історії кількість дисциплін у чоловіків і жінок в олімпійській програмі академічного веслування зрівнялась.

## Правила кваліфікацій
Більшість квот буде розподілено за підсумками чемпіонату світу 2019 року. Решта квот будуть розподілені в рамках континентальних кваліфікаційних регат в Азії, Америці, Африці і Океанії, а також Європі. Фінальна кваліфікаційна регата пройде в Люцерні.
Кваліфікаційні змагання
| Дисципліна                                                | Дата                       | Місце          |
| --------------------------------------------------------- | -------------------------- | -------------- |
| Чемпіонат світу з академічного веслування 2019            | 25 серпня – 1 вересня 2019 | Ottensheim     |
| Африканська континентальна кваліфікаційна регата          | 10–12 жовтня 2019          | Туніс          |
| Американська континентальна кваліфікаційна регата         | 4–5 березня 2021           | Ріо-де-Жанейро |
| Європейська континентальна кваліфікаційна регата          | 5–8 квітня 2021            | Варезе         |
| Азійська і океанська континентальна кваліфікаційна регата | 5–7 травня 2021            | Токіо          |
| Фінальна кваліфікаційна регата                            | 15–16 травня 2021          | Люцерн         |

## Країни, що кваліфікувались
За підсумками чемпіонату світу 2019 року олімпійські ліцензії отримали представники 20 країн. Найбільшого успіху домоглися спортсмени з Нідерландів і Великої Британії, які заробили по 10 ліцензій з 14 можливих. По 9 квот завоювали веслярі Італії та Нової Зеландії, а австралійські та американські спортсмени принесли своїм країнам ліцензії в 8 змагальних дисциплінах.
| Країна                           | Чоловіки | Чоловіки | Чоловіки | Чоловіки | Чоловіки | Чоловіки | Чоловіки | Жінки | Жінки | Жінки | Жінки | Жінки | Жінки | Жінки | Екіпажі | Спортсмени |
| Країна                           | Ч1x      | Ч2-      | Ч2x      | ЛЧ2x     | Ч4-      | Ч4x      | Ч8+      | Ж1x   | Ж2-   | Ж2x   | ЛЖ2x  | Ж4-   | Ж4x   | Ж8+   | Екіпажі | Спортсмени |
| -------------------------------- | -------- | -------- | -------- | -------- | -------- | -------- | -------- | ----- | ----- | ----- | ----- | ----- | ----- | ----- | ------- | ---------- |
| Алжир (ALG)                      |          |          |          | X        |          |          |          |       |       |       |       |       |       |       | 1       | 2          |
| Аргентина (ARG)                  |          |          |          |          |          |          |          |       |       |       | X     |       |       |       | 1       | 2          |
| Австралія (AUS)                  |          | X        |          |          | X        | X        | X        |       | X     | X     |       | X     | X     | X     | 9       | 40         |
| Австрія (AUT)                    |          |          |          |          |          |          |          | X     |       |       | X     |       |       |       | 2       | 3          |
| Білорусь (BLR)                   |          | X        |          |          |          |          |          | X     |       |       | X     |       |       |       | 3       | 5          |
| Бельгія (BEL)                    |          |          |          | X        |          |          |          |       |       |       |       |       |       |       | 1       | 2          |
| Бенін (BEN)                      | X        |          |          |          |          |          |          |       |       |       |       |       |       |       | 1       | 1          |
| Бермуди (BER)                    | X        |          |          |          |          |          |          |       |       |       |       |       |       |       | 1       | 1          |
| Бразилія (BRA)                   | X        |          |          |          |          |          |          |       |       |       |       |       |       |       | 1       | 1          |
| Канада (CAN)                     | X        | X        |          | X        | X        |          |          | X     | X     | X     | X     | X     |       | X     | 10      | 29         |
| Чилі (CHI)                       |          |          |          | X        |          |          |          |       |       |       |       |       |       |       | 1       | 2          |
| Китай (CHN)                      |          |          | X        |          |          | X        |          | X     | X     | X     |       | X     | X     | X     | 8       | 28         |
| Кот-д'Івуар (CIV)                | X        |          |          |          |          |          |          |       |       |       |       |       |       |       | 1       | 1          |
| Хорватія (CRO)                   | X        | X        |          |          |          |          |          |       |       |       |       |       |       |       | 2       | 3          |
| Куба (CUB)                       |          |          |          |          |          |          |          | X     |       |       |       |       |       |       | 1       | 1          |
| Чехія (CZE)                      | X        |          | X        | X        |          |          |          |       |       | X     |       |       |       |       | 4       | 7          |
| Данія (DEN)                      | X        | X        |          |          |          |          |          |       | X     |       |       | X     |       |       | 4       | 9          |
| Домініканська Республіка (DOM)   | X        |          |          |          |          |          |          |       |       |       |       |       |       |       | 1       | 1          |
| Єгипет (EGY)                     | X        |          |          |          |          |          |          |       |       |       |       |       |       |       | 1       | 1          |
| Естонія (EST)                    |          |          |          |          |          | X        |          |       |       |       |       |       |       |       | 1       | 4          |
| Франція (FRA)                    |          | X        | X        |          |          |          |          |       |       | X     | X     |       | X     |       | 5       | 12         |
| Німеччина (GER)                  | X        |          | X        | X        |          | X        | X        |       |       | X     |       |       | X     |       | 7       | 24         |
| Велика Британія (GBR)            |          |          | X        |          | X        | X        | X        | X     | X     |       | X     | X     | X     | X     | 10      | 41         |
| Греція (GRE)                     | X        |          |          |          |          |          |          | X     | X     |       |       |       |       |       | 3       | 4          |
| Гватемала (GUA)                  |          |          |          |          |          |          |          |       |       |       | X     |       |       |       | 1       | 2          |
| Гонконг (HKG)                    |          |          |          |          |          |          |          | X     |       |       |       |       |       |       | 1       | 1          |
| Угорщина (HUN)                   | X        |          |          |          |          |          |          |       |       |       |       |       |       |       | 1       | 1          |
| Індія (IND)                      |          |          |          | X        |          |          |          |       |       |       |       |       |       |       | 1       | 2          |
| Індонезія (INA)                  |          |          |          |          |          |          |          |       |       |       | X     |       |       |       | 1       | 2          |
| Іран (IRI)                       |          |          |          |          |          |          |          | X     |       |       |       |       |       |       | 1       | 1          |
| Ірак (IRQ)                       | X        |          |          |          |          |          |          |       |       |       |       |       |       |       | 1       | 1          |
| Ірландія (IRL)                   |          |          | X        | X        |          |          |          | X     | X     |       | X     | X     |       |       | 6       | 13         |
| Італія (ITA)                     | X        | X        |          | X        | X        | X        |          |       | X     | X     | X     |       | X     |       | 9       | 23         |
| Японія (JPN)                     | X        |          |          |          |          |          |          |       |       |       | X     |       |       |       | 2       | 3          |
| Казахстан (KAZ)                  | X        |          |          |          |          |          |          |       |       |       |       |       |       |       | 1       | 1          |
| Лівія (LBA)                      | X        |          |          |          |          |          |          |       |       |       |       |       |       |       | 1       | 1          |
| Литва (LTU)                      | X        |          | X        |          |          |          |          |       |       | X     |       |       |       |       | 3       | 5          |
| Мексика (MEX)                    |          |          |          |          |          |          |          | X     |       |       |       |       |       |       | 1       | 1          |
| Марокко (MAR)                    |          |          |          |          |          |          |          | X     |       |       |       |       |       |       | 1       | 1          |
| Намібія (NAM)                    |          |          |          |          |          |          |          | X     |       |       |       |       |       |       | 1       | 1          |
| Нідерланди (NED)                 | X        | X        | X        |          | X        | X        | X        | X     |       | X     | X     | X     | X     |       | 11      | 35         |
| Нова Зеландія (NZL)              | X        | X        | X        |          |          |          | X        | X     | X     | X     |       |       | X     | X     | 9       | 32         |
| Нікарагуа (NCA)                  | X        |          |          |          |          |          |          |       |       |       |       |       |       |       | 1       | 1          |
| Нігерія (NGR)                    |          |          |          |          |          |          |          | X     |       |       |       |       |       |       | 1       | 1          |
| Норвегія (NOR)                   | X        |          |          | X        |          | X        |          |       |       |       |       |       |       |       | 3       | 7          |
| Парагвай (PAR)                   |          |          |          |          |          |          |          | X     |       |       |       |       |       |       | 1       | 1          |
| Перу (PER)                       | X        |          |          |          |          |          |          |       |       |       |       |       |       |       | 1       | 1          |
| Філіппіни (PHI)                  | X        |          |          |          |          |          |          |       |       |       |       |       |       |       | 1       | 1          |
| Польща (POL)                     |          |          | X        | X        | X        | X        |          |       |       |       |       | X     | X     |       | 6       | 20         |
| Португалія (POR)                 |          |          |          | X        |          |          |          |       |       |       |       |       |       |       | 1       | 2          |
| Пуерто-Рико (PUR)                |          |          |          |          |          |          |          | X     |       |       |       |       |       |       | 1       | 1          |
| Катар (QAT)                      |          |          |          |          |          |          |          | X     |       |       |       |       |       |       | 1       | 1          |
| Румунія (ROU)                    |          | X        | X        |          | X        |          | X        |       | X     | X     | X     | X     |       | X     | 9       | 36         |
| Олімпійський комітет Росії (ROC) | X        |          | X        |          |          | X        |          | X     | X     | X     | X     |       |       |       | 7       | 14         |
| Саудівська Аравія (KSA)          | X        |          |          |          |          |          |          |       |       |       |       |       |       |       | 1       | 1          |
| Сербія (SRB)                     |          | X        |          |          |          |          |          | X     |       |       |       |       |       |       | 2       | 3          |
| ПАР (RSA)                        |          | X        |          |          | X        |          |          |       |       |       |       |       |       |       | 2       | 6          |
| Південна Корея (KOR)             |          |          |          |          |          |          |          | X     |       |       |       |       |       |       | 1       | 1          |
| Іспанія (ESP)                    |          | X        |          | X        |          |          |          |       | X     |       |       |       |       |       | 3       | 6          |
| Швеція (SWE)                     |          |          |          |          |          |          |          | X     |       |       |       |       |       |       | 1       | 1          |
| Швейцарія (SUI)                  |          |          | X        |          | X        |          |          | X     |       |       | X     |       |       |       | 4       | 9          |
| Китайський Тайбей (TPE)          |          |          |          |          |          |          |          | X     |       |       |       |       |       |       | 1       | 1          |
| Таїланд (THA)                    | X        |          |          |          |          |          |          |       |       |       |       |       |       |       | 1       | 1          |
| Того (TOG)                       |          |          |          |          |          |          |          | X     |       |       |       |       |       |       | 1       | 1          |
| Тринідад і Тобаго (TTO)          |          |          |          |          |          |          |          | X     |       |       |       |       |       |       | 1       | 1          |
| Туніс (TUN)                      |          |          |          |          |          |          |          |       |       |       | X     |       |       |       | 1       | 2          |
| Туреччина (TUR)                  | X        |          |          |          |          |          |          |       |       |       |       |       |       |       | 1       | 1          |
| Уганда (UGA)                     |          |          |          |          |          |          |          | X     |       |       |       |       |       |       | 1       | 1          |
| Україна (UKR)                    |          |          |          | X        |          |          |          |       |       |       |       |       |       |       | 1       | 2          |
| США (USA)                        |          |          |          |          | X        |          | X        | X     | X     | X     | X     | X     | X     | X     | 9       | 37         |
| Уругвай (URU)                    |          |          |          | X        |          |          |          |       |       |       |       |       |       |       | 1       | 2          |
| Узбекистан (UZB)                 |          |          |          | X        |          |          |          |       |       |       |       |       |       |       | 1       | 2          |
| Вануату (VAN)                    | X        |          |          |          |          |          |          |       |       |       |       |       |       |       | 1       | 1          |
| Венесуела (VEN)                  |          |          |          | X        |          |          |          |       |       |       |       |       |       |       | 1       | 2          |
| В'єтнам (VIE)                    |          |          |          |          |          |          |          |       |       |       | X     |       |       |       | 1       | 2          |
| Зімбабве (ZIM)                   | X        |          |          |          |          |          |          |       |       |       |       |       |       |       | 1       | 1          |
| Загалом: 76 НОК                  | 30       | 13       | 13       | 18       | 10       | 10       | 7        | 29    | 13    | 13    | 18    | 10    | 10    | 7     | 201     | 521        |

## Чоловічі змагання

### Парні одиночки
| Дисципліна                                     | #              | Країна                         | Заявлений веслувальник    |
| ---------------------------------------------- | -------------- | ------------------------------ | ------------------------- |
| Країна-господарка (якщо потрібно)              | 0              | —                              |                           |
| Чемпіонат світу з академічного веслування 2019 | 1              | Німеччина (GER)                | Олівер Цайдлер            |
| Чемпіонат світу з академічного веслування 2019 | 2              | Данія (DEN)                    | Сверрі Сандберґ Ніельсен  |
| Чемпіонат світу з академічного веслування 2019 | 3              | Нідерланди (NED)               | Фінн Флорейн              |
| Чемпіонат світу з академічного веслування 2019 | 4              | Чехія (CZE)                    | Ян Флейсснер              |
| Чемпіонат світу з академічного веслування 2019 | 5              | Литва (LTU)                    | Міндаугас Грішконіс       |
| Чемпіонат світу з академічного веслування 2019 | 6              | Норвегія (NOR)                 | К'єтіль Борх              |
| Чемпіонат світу з академічного веслування 2019 | 7              | Нова Зеландія (NZL)            | Джордан Перрі             |
| Чемпіонат світу з академічного веслування 2019 | 8              | Хорватія (CRO)                 | Дамір Мартін              |
| Чемпіонат світу з академічного веслування 2019 | 9              | Італія (ITA)                   | Дженнаро Ді Мауро         |
| Азійська і океанська кваліфікаційна регата     | 1              | Японія (JPN)                   | Рюта Аракава              |
| Азійська і океанська кваліфікаційна регата     | 2              | Казахстан (KAZ)                | Владислав Яковлєв         |
| Азійська і океанська кваліфікаційна регата     | 3              | Філіппіни (PHI)                | Кріс Нієварес             |
| Азійська і океанська кваліфікаційна регата     | 4              | Ірак (IRQ)                     | Мохаммед Ріяд             |
| Азійська і океанська кваліфікаційна регата     | 5              | Кувейт (KUW)                   | Абдулрахман Аль-Фадгель   |
| Азійська і океанська кваліфікаційна регата     | 6              | Саудівська Аравія (KSA)        | Хуссейн Рідха             |
| Африканська кваліфікаційна регата              | 1              | Єгипет (EGY)                   | Алі Хассан                |
| Африканська кваліфікаційна регата              | 2              | Зімбабве (ZIM)                 | Пітер Перселл Джілпін     |
| Африканська кваліфікаційна регата              | 3              | Бенін (BEN)                    | Прівель Хінкаті           |
| Африканська кваліфікаційна регата              | 4              | Кот-д'Івуар (CIV)              | Франк Н'дрі               |
| Африканська кваліфікаційна регата              | 5              | Лівія (LBA)                    | Хуссейн Канбур            |
| Американська кваліфікаційна регата             | 1              | Бразилія (BRA)                 | Лукас Вертейн             |
| Американська кваліфікаційна регата             | 2              | Перу (PER)                     | Альваро Торрес Масіас     |
| Американська кваліфікаційна регата             | 3              | Бермуди (BER)                  | Дара Алізаде              |
| Американська кваліфікаційна регата             | 4              | Нікарагуа (NCA)                | Фелікс Даміан Потой       |
| Американська кваліфікаційна регата             | 5              | Домініканська Республіка (DOM) | Ігнасіо Васкес            |
| Європейська кваліфікаційна регата              | 1              | Греція (GRE)                   | Стефанос Дускос           |
| Європейська кваліфікаційна регата              | 2              | Угорщина (HUN)                 | Бендегуз Петерварі-Молнар |
| Європейська кваліфікаційна регата              | 3              | Туреччина (TUR)                | Онат Казакли              |
| Фінальна кваліфікаційна регата                 | 1              | Росія (RUS)                    | Олександр Вязовкін        |
| Фінальна кваліфікаційна регата                 | 2              | Канада (CAN)                   | Тревор Джонс              |
| Запрошення тристоронньої комісії               | 1              | Монако (MON)                   | Кентен Антоньєллі         |
| Запрошення тристоронньої комісії               | 2              | Вануату (VAN)                  | Ріо Рії                   |
| Загалом                                        | Щонайбільше 32 |                                |                           |

### Парні двійки
| Дисципліна                                     | #  | Країна                | Заявлені веслувальники             |
| ---------------------------------------------- | -- | --------------------- | ---------------------------------- |
| Чемпіонат світу з академічного веслування 2019 | 1  | Китай (CHN)           | Лю Чжиюй Чжан Лян                  |
| Чемпіонат світу з академічного веслування 2019 | 2  | Ірландія (IRL)        | Філіп Дойл Ронан Бірне             |
| Чемпіонат світу з академічного веслування 2019 | 3  | Польща (POL)          | Мірослав Зентарський Матеуш Біскуп |
| Чемпіонат світу з академічного веслування 2019 | 4  | Румунія (ROU)         | Йоан Прундяну Мар'ян-Флорін Енаке  |
| Чемпіонат світу з академічного веслування 2019 | 5  | Швейцарія (SUI)       | Роман Рееслі Барнабе Деларзе       |
| Чемпіонат світу з академічного веслування 2019 | 6  | Велика Британія (GBR) | Джон Коллінз Грем Томас            |
| Чемпіонат світу з академічного веслування 2019 | 7  | Нідерланди (NED)      | Мелвін Твеллар Стеф Брунінк        |
| Чемпіонат світу з академічного веслування 2019 | 8  | Нова Зеландія (NZL)   | Кріс Гарріс Джек Лопас             |
| Чемпіонат світу з академічного веслування 2019 | 9  | Франція (FRA)         | Маттьє Андродіас Уго Бушерон       |
| Чемпіонат світу з академічного веслування 2019 | 10 | Німеччина (GER)       | Штефан Крюгер Марк Вебер           |
| Чемпіонат світу з академічного веслування 2019 | 11 | Литва (LTU)           | Саулюс Ріттер Аурімас Адомавічюс   |
| Фінальна кваліфікаційна регата                 | 1  | Росія (RUS)           | Ілля Кондратьєв Андрій Потапкін    |
| Фінальна кваліфікаційна регата                 | 2  | Чехія (CZE)           | Якуб Подразіл Ян Сінсібух          |
| Загалом                                        | 13 |                       |                                    |

### Парні двійки, легка вага
| Дисципліна                                     | #  | Країна           | Заявлені веслувальники                  |
| ---------------------------------------------- | -- | ---------------- | --------------------------------------- |
| Чемпіонат світу з академічного веслування 2019 | 1  | Італія (ITA)     | Стефано Оппо П'єтро Рута                |
| Чемпіонат світу з академічного веслування 2019 | 2  | Іспанія (ESP)    | Манель Баластегі Каетано Хорта          |
| Чемпіонат світу з академічного веслування 2019 | 3  | Польща (POL)     | Єжи Ковальський Артур Міколайчевський   |
| Чемпіонат світу з академічного веслування 2019 | 4  | Ірландія (IRL)   | Пол О'Донован Фінтан Маккарті           |
| Чемпіонат світу з академічного веслування 2019 | 5  | Німеччина (GER)  | Джейсон-Тобі Осборн Йонатан Роммельманн |
| Чемпіонат світу з академічного веслування 2019 | 6  | Норвегія (NOR)   | Крістоффер Брун Аре Страндлі            |
| Чемпіонат світу з академічного веслування 2019 | 7  | Бельгія (BEL)    | Тім Бріс Нілс Ван Зандвеґе              |
| Азійська і океанська кваліфікаційна регата     | 1  | Індія (IND)      | Арджун Лал Арвінд Сінг                  |
| Азійська і океанська кваліфікаційна регата     | 2  | Узбекистан (UZB) | Шахбоз Холмурзаєв Собірджон Сафаролієв  |
| Азійська і океанська кваліфікаційна регата     | 3  | Таїланд (THA)    | Сівакорн Вонгпін Навамін Діной          |
| Африканська кваліфікаційна регата              | 1  | Алжир (ALG)      | Сід Алі Будіна Камель Аїт Дауд          |
| Американська кваліфікаційна регата             | 1  | Уругвай (URU)    | Бруно Сетраро Феліпе Клювер             |
| Американська кваліфікаційна регата             | 2  | Чилі (CHI)       | Ебер Сануеса Сесар Абараоа              |
| Американська кваліфікаційна регата             | 3  | Венесуела (VEN)  | Сесар Амаріс Хосе Гуїпе                 |
| Європейська кваліфікаційна регата              | 1  | Україна (UKR)    | Станіслав Ковальов Ігор Хмара           |
| Європейська кваліфікаційна регата              | 2  | Португалія (POR) | Педру Фрага Афонсо Коста                |
| Фінальна кваліфікаційна регата                 | 1  | Канада (CAN)     | Патрік Кін Максвелл Латтімер            |
| Фінальна кваліфікаційна регата                 | 2  | Чехія (CZE)      | Мірослав Враштіл мол. Їржи Шиманек      |
| Загалом                                        | 18 |                  |                                         |

### Парні четвірки
| Дисципліна                                     | #  | Країна                | Заявлені веслувальники                                                     |
| ---------------------------------------------- | -- | --------------------- | -------------------------------------------------------------------------- |
| Чемпіонат світу з академічного веслування 2019 | 1  | Нідерланди (NED)      | Абе Вірсма Дірк Уттенбогаард Кун Метсемакерс Тоні Вітен                    |
| Чемпіонат світу з академічного веслування 2019 | 2  | Польща (POL)          | Фабіан Баранський Шимон Поснік Віктор Хабель Домінік Чая                   |
| Чемпіонат світу з академічного веслування 2019 | 3  | Італія (ITA)          | Сімоне Веньєр Андреа Паніцца Лука Рамбальді Джакомо Джентілі               |
| Чемпіонат світу з академічного веслування 2019 | 4  | Австралія (AUS)       | Джек Клірі Кейлеб Антілл Кемерон Гірдлстон Люк Летчер                      |
| Чемпіонат світу з академічного веслування 2019 | 5  | Німеччина (GER)       | Макс Аппель Ганс Груне Тім Оле Наске Карл Шульце                           |
| Чемпіонат світу з академічного веслування 2019 | 6  | Китай (CHN)           | Ї Сюйді Чжан Ха Лю Дан Чжан Цюань                                          |
| Чемпіонат світу з академічного веслування 2019 | 7  | Норвегія (NOR)        | Мартін Гельзет Олаф Туфте Оскар Стабе Гельвіґ Ерік Сольбаккен              |
| Чемпіонат світу з академічного веслування 2019 | 8  | Велика Британія (GBR) | Гаррі Ліск Ангус Грум Том Баррас Джек Бомон                                |
| Фінальна кваліфікаційна регата                 | 1  | Естонія (EST)         | Каспар Таймсоо Тону Ендрексон Аллар Рая Юрі-Мікк Удам                      |
| Фінальна кваліфікаційна регата                 | —  | Росія (RUS)           | Артем Косов Микита Єскін Микола Піменов Олександр Матвєєв                  |
| Фінальна кваліфікаційна регата                 | 2  | Литва (LTU)           | Домінікас Янчіоніс Довидас Немеравічюс Армандас Кельмеліс Мартінас Джяугіс |
| Загалом                                        | 10 |                       |                                                                            |

### Четвірки
| Дисципліна                                     | #  | Країна              | Заявлені веслувальники              |
| ---------------------------------------------- | -- | ------------------- | ----------------------------------- |
| Чемпіонат світу з академічного веслування 2019 | 1  | Хорватія (CRO)      | Мартін Сінкович Валент Сінкович     |
| Чемпіонат світу з академічного веслування 2019 | 2  | Італія (ITA)        | Джованні Абаньяле Марко Ді Костанцо |
| Чемпіонат світу з академічного веслування 2019 | 3  | Іспанія (ESP)       | Хайме Каналехо Хав'єр Гарсія        |
| Чемпіонат світу з академічного веслування 2019 | 4  | Нова Зеландія (NZL) | Стівен Джонс Брук Робертсон         |
| Чемпіонат світу з академічного веслування 2019 | 5  | Австралія (AUS)     | Сем Гарді Джошуа Гікс               |
| Чемпіонат світу з академічного веслування 2019 | 6  | Франція (FRA)       | Гійом Турлан Тібо Турлан            |
| Чемпіонат світу з академічного веслування 2019 | 7  | Сербія (SRB)        | Мартін Мачкович Мілош Васіч         |
| Чемпіонат світу з академічного веслування 2019 | 8  | Канада (CAN)        | Кай Лангерфелд Конлін Маккейб       |
| Чемпіонат світу з академічного веслування 2019 | 9  | ПАР (RSA)           | Люк Даффарн Джейк Грін              |
| Чемпіонат світу з академічного веслування 2019 | 10 | Румунія (ROU)       | Маріус Васіле Козмюк Чипріан Тудосе |
| Чемпіонат світу з академічного веслування 2019 | 11 | Білорусь (BLR)      | Дмитро Фурман Сергій Володько       |
| Фінальна кваліфікаційна регата                 | 1  | Данія (DEN)         | Йоахім Суттон Фредерік Виставел     |
| Фінальна кваліфікаційна регата                 | 2  | Нідерланди (NED)    | Гійом Кромменгук Нікі ван Спранґ    |
| Загалом                                        | 13 |                     |                                     |

### Парні четвірки
| Дисципліна                                     | #  | Країна                | Заявлені веслувальники                                                            |
| ---------------------------------------------- | -- | --------------------- | --------------------------------------------------------------------------------- |
| Чемпіонат світу з академічного веслування 2019 | 1  | Польща (POL)          | Міколай Бурда Матеуш Вілагановський Марцін Бжезінський Міхал Шпаковський          |
| Чемпіонат світу з академічного веслування 2019 | 2  | Румунія (ROU)         | Міхейце Васіле Цигенеску Мугурел Семчьук Штефан Константін Бераріу Козмін Паскарі |
| Чемпіонат світу з академічного веслування 2019 | 3  | Велика Британія (GBR) | Олівер Кук Меттью Россітер Рорі Ґіббс Шолто Карнеґі                               |
| Чемпіонат світу з академічного веслування 2019 | 4  | Італія (ITA)          | Маттео Кастальдо Бруно Розетті Маттео Лодо Джузеппе Вічіно                        |
| Чемпіонат світу з академічного веслування 2019 | 5  | США (USA)             | Андерс Вайс Кларк Дін Майкл Ґрейді Ендрю Рід                                      |
| Чемпіонат світу з академічного веслування 2019 | 6  | Австралія (AUS)       | Александер Парнелл Спенсер Таррін Джек Гарґрівз Александер Гілл                   |
| Чемпіонат світу з академічного веслування 2019 | 7  | Нідерланди (NED)      | Будевейн Реель Ян ван дер Бей Нелсон Рітсема Сандер де Ґраф                       |
| Чемпіонат світу з академічного веслування 2019 | 8  | Швейцарія (SUI)       | Поль Жаку Маркус Кесслер Андрін Гуліх Жоель Шюрх                                  |
| Фінальна кваліфікаційна регата                 | 1  | ПАР (RSA)             | Ловренс Бріттен Кайл Схонбе Джон Сміт Сандро Торренте                             |
| Фінальна кваліфікаційна регата                 | 2  | Канада (CAN)          | Якуб Бучек Люк Ґадсдон Ґевін Стоун Вілл Кротерс                                   |
| Загалом                                        | 10 |                       |                                                                                   |

### Вісімки
| Дисципліна                                     | # | Країна                | Заявлені веслувальники |
| ---------------------------------------------- | - | --------------------- | --- |
| Чемпіонат світу з академічного веслування 2019 | 1 | Німеччина (GER)       | Лаурітс Фоллерт Мальте Якшик Торбен Йоганнесен Ганнес Оцік Олаф Роґґензак Мартін Зауер Ріхард Шмідт Якоб Шнайдер Йоганнес Вайсенфельд                                                                       |
| Чемпіонат світу з академічного веслування 2019 | 2 | Нідерланди (NED)      | Бйорн ван ден Енде Брам Шварц Яспер Тіссен Мартен Гуркманс Мехіл Верслейс Роберт Люккен Рубен Кнаб Зімон ван Дорп Еліне Берґер                                                                              |
| Чемпіонат світу з академічного веслування 2019 | 3 | Велика Британія (GBR) | Джош Буґайскі Джейкоб Довсон Томас Джордж Мохамед Сбігі Чарлз Елвз Олівер Вінне-Гріффіт Джеймс Рудкін Томас Форд Генрі Філдман                                                                              |
| Чемпіонат світу з академічного веслування 2019 | 4 | Австралія (AUS)       | Ніколас Лейвері Анґус Віддікомб Анґус Довсон Саймон Кінан Ніколас Парнелл Тімоті Мастерз Джошуа Бут Джозеф О'Браєн Стюарт Сім                                                                               |
| Чемпіонат світу з академічного веслування 2019 | 5 | США (USA)             | Остін Хак Джастін Бест Ліам Корріґан Бен Дейвісон Конор Гарріті Нік Мід Алекс Мікласевич Александер Річардс Джуліан Венонскі                                                                                |
| Фінальна кваліфікаційна регата                 | 1 | Нова Зеландія (NZL)   | Ден Вільямсон Метт Макдоналд Том Макінтош Філіп Вілсон Шон Кіркем Геміш Бонд Майкл Брейк Том Маррей Сем Босворт                                                                                             |
| Фінальна кваліфікаційна регата                 | 2 | Румунія (ROU)         | Александру Петрішор Чосяуа Флорін Сорін Лехачі Константін Раду Серджіу-Васіле Бежан Влад Драгош Влад Драгош Айкобоае Константін Адам Флорін-Ніколае Артені-Финтинаріу Чипріан Хук Адріан Мунтяну(стерновий) |
| Загалом                                        | 7 |                       | |

## Жіночі змагання

### Парні одиночки
| Дисципліна                                     | #              | Країна                  | Заявлена веслувальниця   |
| ---------------------------------------------- | -------------- | ----------------------- | ------------------------ |
| Країна-господарка (if required)                | 0              | —                       |                          |
| Чемпіонат світу з академічного веслування 2019 | 1              | США (USA)               | Кара Колер               |
| Чемпіонат світу з академічного веслування 2019 | 2              | Велика Британія (GBR)   | Вікторія Торнлі          |
| Чемпіонат світу з академічного веслування 2019 | 3              | Швейцарія (SUI)         | Жаннін Гмелін            |
| Чемпіонат світу з академічного веслування 2019 | 4              | Ірландія (IRL)          | Саніта Пушпуре           |
| Чемпіонат світу з академічного веслування 2019 | 5              | Нова Зеландія (NZL)     | Емма Твігг               |
| Чемпіонат світу з академічного веслування 2019 | 6              | Канада (CAN)            | Карлін Зіман             |
| Чемпіонат світу з академічного веслування 2019 | 7              | Китай (CHN)             | Цзян Янь                 |
| Чемпіонат світу з академічного веслування 2019 | 8              | Нідерланди (NED)        | Софі Сауер               |
| Чемпіонат світу з академічного веслування 2019 | 9              | Австрія (AUT)           | Магдалена Лобніг         |
| Азійська і океанська кваліфікаційна регата     | 1              | Іран (IRI)              | Назанін Малаеї           |
| Азійська і океанська кваліфікаційна регата     | 2              | Китайський Тайбей (TPE) | Хуан Їтін                |
| Азійська і океанська кваліфікаційна регата     | 3              | Південна Корея (KOR)    | Jung Hye-jung            |
| Азійська і океанська кваліфікаційна регата     | 4              | Гонконг (HKG)           | Winnie Hung              |
| Азійська і океанська кваліфікаційна регата     | 5              | Катар (QAT)             | Тала Абуджбара           |
| Азійська і океанська кваліфікаційна регата     | 6              | Сінгапур (SGP)          | Джоан Пох                |
| Африканська кваліфікаційна регата              | 1              | Намібія (NAM)           | Майке Дікманн            |
| Африканська кваліфікаційна регата              | 2              | Марокко (MAR)           | Сара Фрайнкарт           |
| Африканська кваліфікаційна регата              | 3              | Уганда (UGA)            | Кетлін Ґрейс Нобл        |
| Африканська кваліфікаційна регата              | 4              | Того (TOG)              | Акоссіва Аївон           |
| Африканська кваліфікаційна регата              | 5              | Нігерія (NGR)           | Естер Токо               |
| Американська кваліфікаційна регата             | 1              | Мексика (MEX)           | Кенія Лечуга Аланіс      |
| Американська кваліфікаційна регата             | 2              | Парагвай (PAR)          | Алехандра Алонсо         |
| Американська кваліфікаційна регата             | 3              | Тринідад і Тобаго (TTO) | Феліс Чоу                |
| Американська кваліфікаційна регата             | 4              | Куба (CUB)              | Мілена Венегас           |
| Американська кваліфікаційна регата             | 5              | Пуерто-Рико (PUR)       | Вероніка Торо            |
| Європейська кваліфікаційна регата              | 1              | Росія (RUS)             | Ганна Пракатень          |
| Європейська кваліфікаційна регата              | 2              | Сербія (SRB)            | Йована Арсич             |
| Європейська кваліфікаційна регата              | 3              | Швеція (SWE)            | Ловіса Классон           |
| Фінальна кваліфікаційна регата                 | 1              | Греція (GRE)            | Аннета Кіріду            |
| Фінальна кваліфікаційна регата                 | 2              | Білорусь (BLR)          | Тетяна Климович          |
| Запрошення тристоронньої комісії               | 1              | Судан (SUD)             | Есраа Хогалі             |
| Запрошення тристоронньої комісії               | 2              | Нікарагуа (NCA)         | Евіделія Гонсалес Харкін |
| Загалом                                        | Щонайбільше 32 |                         |                          |

### Парні двійки
| Дисципліна                                     | #  | Країна              | Заявлені веслувальниці                 |
| ---------------------------------------------- | -- | ------------------- | -------------------------------------- |
| Чемпіонат світу з академічного веслування 2019 | 1  | Нова Зеландія (NZL) | Брук Доног'ю Ганна Осборн              |
| Чемпіонат світу з академічного веслування 2019 | 2  | Румунія (ROU)       | Сімона Радіш Ніколета-Анкуца Боднар    |
| Чемпіонат світу з академічного веслування 2019 | 3  | Нідерланди (NED)    | Ліса Схенард Рос де Йонґ               |
| Чемпіонат світу з академічного веслування 2019 | 4  | Канада (CAN)        | Габріель Сміт Андреа Проске            |
| Чемпіонат світу з академічного веслування 2019 | 5  | США (USA)           | Дженевра Стоун Крістіна Ваґнер         |
| Чемпіонат світу з академічного веслування 2019 | 6  | Франція (FRA)       | Елен Лефевр Елоді Равера-Скарамоцціно  |
| Чемпіонат світу з академічного веслування 2019 | 7  | Італія (ITA)        | Алессандра Пателлі К'яра Ондолі        |
| Чемпіонат світу з академічного веслування 2019 | 8  | Чехія (CZE)         | Ленка Антошова Крістина Флейсснерова   |
| Чемпіонат світу з академічного веслування 2019 | 9  | Литва (LTU)         | Дрната Каралієне Мільда Вальчукайте    |
| Чемпіонат світу з академічного веслування 2019 | 10 | Китай (CHN)         | Шень Шуанмей Лю Сяосінь                |
| Чемпіонат світу з академічного веслування 2019 | 11 | Австралія (AUS)     | Аманда Бейтман Тара Ріґні              |
| Фінальна кваліфікаційна регата                 | 1  | Росія (RUS)         | Катерина Питиримова Катерина Курочкіна |
| Фінальна кваліфікаційна регата                 | 2  | Німеччина (GER)     | Леоні Менцель Аннекатрін Тіле          |
| Загалом                                        | 13 |                     |                                        |

### Парні двійки, легка вага
| Дисципліна                                     | #  | Країна                | Заявлені веслувальниці                    |
| ---------------------------------------------- | -- | --------------------- | ----------------------------------------- |
| Чемпіонат світу з академічного веслування 2019 | 1  | Нідерланди (NED)      | Ілсе Пауліс Маріке Кейсер                 |
| Чемпіонат світу з академічного веслування 2019 | 2  | Велика Британія (GBR) | Емілі Крейґ Імоґен Ґрант                  |
| Чемпіонат світу з академічного веслування 2019 | 3  | Румунія (ROU)         | Йонела-Лівія Козміук Джаніна-Елена Беляге |
| Чемпіонат світу з академічного веслування 2019 | —  | Нова Зеландія (NZL)   |                                           |
| Чемпіонат світу з академічного веслування 2019 | 4  | Білорусь (BLR)        | Інна Нікуліна Олена Фурман                |
| Чемпіонат світу з академічного веслування 2019 | 5  | Франція (FRA)         | Клер Бове Лора Тарантола                  |
| Чемпіонат світу з академічного веслування 2019 | 6  | Італія (ITA)          | Валентіна Родіні Федеріка Чезаріні        |
| Чемпіонат світу з академічного веслування 2019 | 7  | Канада (CAN)          | Джилл Моффат Дженніфер Кассон             |
| Азійська і океанська кваліфікаційна регата     | 1  | Японія (JPN)          | Тіакі Томіта Аямі Ойсі                    |
| Азійська і океанська кваліфікаційна регата     | 2  | В'єтнам (VIE)         | Lường Thị Thảo Đinh Thị Hảo               |
| Азійська і океанська кваліфікаційна регата     | 3  | Індонезія (INA)       | Мутьяра Рахма Путрі Мелані Путрі          |
| Африканська кваліфікаційна регата              | 1  | Туніс (TUN)           | Нур Ель-Худа Еттаїб Хадіджа Крімі         |
| Американська кваліфікаційна регата             | 1  | Аргентина (ARG)       | Мілька Кралєв Евелін Сільвестро           |
| Американська кваліфікаційна регата             | 2  | Гватемала (GUA)       | Юлісса Лопес Дженніфер Суньїга            |
| Американська кваліфікаційна регата             | —  |                       |                                           |
| Європейська кваліфікаційна регата              | 1  | Росія (RUS)           | Анастасія Лебедєва Марія Боталова         |
| Європейська кваліфікаційна регата              | 2  | Австрія (AUT)         | Луїза Альтенгубер Валентіна Каваллар      |
| Фінальна кваліфікаційна регата                 | 1  | США (USA)             | Мішель Сехсер Моллі Рекфорд               |
| Фінальна кваліфікаційна регата                 | 2  | Швейцарія (SUI)       | Фредеріке Роль Патрісія Мерц              |
| Фінальна кваліфікаційна регата                 | 3  | Ірландія (IRL)        | Іфе Кейсі Маргарет Кремен                 |
| Загалом                                        | 18 |                       |                                           |

### Парні четвірки
| Дисципліна                                     | #  | Країна                | Заявлені веслувальниці                                               |
| ---------------------------------------------- | -- | --------------------- | -------------------------------------------------------------------- |
| Чемпіонат світу з академічного веслування 2019 | 1  | Нідерланди (NED)      | Інге Янссен Лайла Юссіфу Ніколь Беукерс Олівія ван Роєн              |
| Чемпіонат світу з академічного веслування 2019 | 2  | Китай (CHN)           | Чень Юнься Чжан Лін Лю Ян Цуй Сяотун                                 |
| Чемпіонат світу з академічного веслування 2019 | 3  | Польща (POL)          | Агнєшка Кобус Марта Величко Катажина Зіллманн Марія Сайдак           |
| Чемпіонат світу з академічного веслування 2019 | 4  | Німеччина (GER)       | Фріда Геммерлінґ Францішка Кампманн Карлотта Нваджіде Даніела Шульце |
| Чемпіонат світу з академічного веслування 2019 | 5  | Велика Британія (GBR) | Матільда Ґоджкінс-Бірн Ганна Скотт Шарлотт Ґоджкінс-Бірн Люсі Ґловер |
| Чемпіонат світу з академічного веслування 2019 | 6  | Нова Зеландія (NZL)   | Олівія Лое Їв Макфарлейн Рубі Тью Джорджия Нюджент-О'Лірі            |
| Чемпіонат світу з академічного веслування 2019 | 7  | США (USA)             | Меган О'Лірі Еллен Томек Сіселі Мадден Елі Рашер                     |
| Чемпіонат світу з академічного веслування 2019 | 8  | Італія (ITA)          | Валентіна Ізеппі Алессандра Монтазан Вероніка Лізі Стефанія Гоббі    |
| Фінальна кваліфікаційна регата                 | 1  | Австралія (AUS)       | Кейтлін Кронін Гаррієт Гадсон Ровена Мередіт Ріа Томпсон             |
| Фінальна кваліфікаційна регата                 | 2  | Франція (FRA)         | Емма Лунатті Марі Жаке Марго Баєль Віолен Арнудт                     |
| Загалом                                        | 10 |                       |                                                                      |

### Двійки
| Дисципліна                                     | #  | Країна                | Заявлені веслувальниці               |
| ---------------------------------------------- | -- | --------------------- | ------------------------------------ |
| Чемпіонат світу з академічного веслування 2019 | 1  | Нова Зеландія (NZL)   | Керрі Говлер Грейс Прендергаст       |
| Чемпіонат світу з академічного веслування 2019 | 2  | Австралія (AUS)       | Аннабель Макінтайр Джессіка Моррісон |
| Чемпіонат світу з академічного веслування 2019 | 3  | Канада (CAN)          | Келлей Філмер Гілларі Дженссенс      |
| Чемпіонат світу з академічного веслування 2019 | 4  | США (USA)             | Меган Келмоу Трейсі Ейссер           |
| Чемпіонат світу з академічного веслування 2019 | 5  | Іспанія (ESP)         | Айна Сід Вірхінія Діас               |
| Чемпіонат світу з академічного веслування 2019 | 6  | Італія (ITA)          | Кірі Тонтодонаті Айша Рочек          |
| Чемпіонат світу з академічного веслування 2019 | 7  | Румунія (ROU)         | Адріана Айлінкей Юліана Бухуш        |
| Чемпіонат світу з академічного веслування 2019 | 8  | Ірландія (IRL)        | Айлін Кровлі Моніка Дукарська        |
| Чемпіонат світу з академічного веслування 2019 | 9  | Китай (CHN)           | Хуан Кайфен Лю Цзіньчао              |
| Чемпіонат світу з академічного веслування 2019 | 10 | Велика Британія (GBR) | Гелен Гловер Поллі Свонн             |
| Чемпіонат світу з академічного веслування 2019 | 11 | Греція (GRE)          | Хрістіна Бурбу Марія Кіріду          |
| Фінальна кваліфікаційна регата                 | 1  | Росія (RUS)           | Василіса Степанова Олена Орябінська  |
| Фінальна кваліфікаційна регата                 | 2  | Данія (DEN)           | Фіє Удбі Еріхсен Ядвіга Расмуссен    |
| Загалом                                        | 13 |                       |                                      |

### Четвірки
| Дисципліна                                     | #  | Країна                | Заявлені веслувальниці                                                               |
| ---------------------------------------------- | -- | --------------------- | ------------------------------------------------------------------------------------ |
| Чемпіонат світу з академічного веслування 2019 | 1  | Австралія (AUS)       | Аннабелл Макінтайр Джессіка Моррісон Розмарі Попа Люсі Стефан                        |
| Чемпіонат світу з академічного веслування 2019 | 2  | Нідерланди (NED)      | Еллен Гоґерверф Каролін Флорейн Веронік Местер Ymkje Clevering                       |
| Чемпіонат світу з академічного веслування 2019 | 3  | Данія (DEN)           | Іда Гертс Якобсен Крістіна Югль Йогансен Фріда Санґґорд Нільсен Тріне Дагль Педерсен |
| Чемпіонат світу з академічного веслування 2019 | 4  | Польща (POL)          | Марія Вєжбовська Ольга Міхалкевич Йоанна Діттманн Моніка Цяцюх                       |
| Чемпіонат світу з академічного веслування 2019 | 5  | Румунія (ROU)         | Меделіна Хегеш Елена Логофету Крістіна Георгіана Попеску Роксана Юліана Ангел        |
| Чемпіонат світу з академічного веслування 2019 | 6  | США (USA)             | Грейс Лучак Кендалл Чейз Клер Коллінз Маделин Вонамейкер                             |
| Чемпіонат світу з академічного веслування 2019 | 7  | Велика Британія (GBR) | Рован Маккеллар Гаррієт Тейлор Карен Беннетт Ребекка Шортен                          |
| Чемпіонат світу з академічного веслування 2019 | 8  | Канада (CAN)          | Стефані Ґрауер Ніколь Гер Дженніфер Мартінс Крістіна Вокер                           |
| Фінальна кваліфікаційна регата                 | 1  | Ірландія (IRL)        | Афрік Ке Емяр Ламбь Фіна Мурта Емілі Геґарті                                         |
| Фінальна кваліфікаційна регата                 | 2  | Китай (CHN)           | Цінь Мяомяо Ван Фей Лінь Сіню Лу Шиюй                                                |
| Загалом                                        | 10 |                       |                                                                                      |

### Вісімки
| Дисципліна                                     | # | Країна                | Заявлені веслувальниці |
| ---------------------------------------------- | - | --------------------- | --- |
| Чемпіонат світу з академічного веслування 2019 | 1 | Нова Зеландія (NZL)   | Келсі Бівен Емма Дайк Кірстин Ґуджер Джекі Ґовлер Елла Ґрінслейд Бет Росс Люсі Спурс Фебе Спурс Калеб Шеперд (стернова)                                          |
| Чемпіонат світу з академічного веслування 2019 | 2 | Австралія (AUS)       | Олімпія Олдерсей Моллі Гудмен Сара Га Женев'єв Гортон Бронвін Кокс Джорджия Паттен Джорджина Ров Катріна Веррі Джеймс Рук                                        |
| Чемпіонат світу з академічного веслування 2019 | 3 | США (USA)             | Кейтлін Снайдер Меган Мусніцькі Шарлотт Бак Олівія Коффі Джия Дунан Брук Муні Крістін О'Браєн Реджіна Салмонс Джессіка Тоеннес                                   |
| Чемпіонат світу з академічного веслування 2019 | 4 | Канада (CAN)          | Сюзанн Ґрейнджер Кашя Ґручалла-Весєрскі Медісон Мейлі Сідні Пейн Андреа Проске Ліза Роман Крістін Роупер Авалон Вейстніс Крістен Кіт                             |
| Чемпіонат світу з академічного веслування 2019 | 5 | Велика Британія (GBR) | Фіона Ґаммонд Сара Парфетт Ребекка Едвардс Хло Брю Кетрін Даґлас Кара Макмюртрі Ребекка М'юзері Емілі Форд Матільда Горн                                         |
| Фінальна кваліфікаційна регата                 | 1 | Китай (CHN)           | Ван Цзифен Ван Юйвей Сюй Фей Мяо Тянь Чжан Мінь Цзюй Жуй Лі Цзінцзін Гуо Ліньлінь                                                                                |
| Фінальна кваліфікаційна регата                 | 2 | Румунія (ROU)         | Марія-Магдалена Русу Вівіана-Юліана Бежинаріу Джорджана Деду Марія Тіводаріу Йоана Вринчяну Амалія Береш Мадаліна Береш Деніса Тилвеску Даніела Друнча(стернова) |
| Загалом                                        | 7 |                       | |

## Нотатки
1. 1 2  Reallocated host quota